# Gag
Gag (Mycteroperca microlepis) är en art i familjen havsabborrfiskar som finns i västra Atlanten.

## Utseende
En långsträckt fisk med stort huvud och bred mun med underbett. Varje käke har två kraftiga huggtänder i den främre delen, avsedda att hålla fast födan. Pannan är konvex, ryggfenans främre del har 11 taggstrålar, medan dess bakre del består av 16 till 18 mjukstrålar, analfenan har 3 taggstrålar och 10 till 12 mjukstrålar, samt bröstfenorna slutligen har enbart 16 till 18 mjukstrålar. Som mest kan den bli 145 cm lång och väga 36,5 kg, men blir sällan mycket över 50 cm i längd.

### Färgteckning
Unga fiskar och vuxna honor är vanligtvis bleka till brungrå med mörkare fläckar och slingrande ränder som ger dem ett spräckligt utseende; Fiskar som vilar på bottnen kan uppvisa en kamouflageteckning som består av 5 mörkbruna, sadelliknande strukturer, åtskilda från varann med korta vita ränder just under ryggfenan. Hanarna kan uppvisa två olika färgfaser: Dels en med ljusgrå grundfärg, ett svagt, mörkt nätmönster under den mjuka, bakre delen av ryggfenan, svart buk och bakkropp, svarta kanter och bakdel på stjärtfenan, svarta kanter på den mjuka ryggfenan samt svarta bakkanter på bröst- och bukfenorna. Dels en liknande fas, men med mer svart på bakkroppen, helt svart på övre stjärtfensspolen samt analfenan och den bakre, mjuka delen av ryggfenan. Även nosen är svart, medan stjärtfenan är vit med svart bakkant.

## Vanor
Gag återfinns vanligen utomskärs kring rev på klippbottnar på 70 till 100 m djup, sällan ner till 150 m. Mer sällsynt kan den förekomma närmare land på klipp- eller sjögräsbotten. Ungfiskar lever i flodmynningarnas brackvatten eller i sjögrässkogar. Arten är antingen solitär eller i små stim på 5 – 50 individer. När fisken är stressad, kan den ge trummande ljud ifrån sig med hjälp av muskelsammandragningar av simblåsan. Vuxna fiskar lever av fisk, kräftdjur som krabbor och räkor samt bläckfiskar, medan ungdjur främst lever av kräftdjur som de hittar bland det sjögräs i vilket de lever. Arten tros bli mellan 17 och 20 år gammal; vissa källor anger upp till 21 till 22 år.

### Fortplantning
Arten är en hermafrodit med könsväxling, som börjar sitt liv som hona. Som sådan blir den könsmogen mellan 5 och 6 års ålder. Könsväxling äger vanligen rum mellan 10 och 11 års ålder, även om den har skett så tidigt som i 5-årsåldern; detta är emellertid mycket sällsynt. Å andra sidan byter inte alla honor kön; i en studie (från 1976-1982) fann man 84 % honor, 15 % hanar och 1 % under könsbyte. I en senare hade antalet hanar minskat till 5,5 %; man räknar dock med att detta senare resultat till stor del beror på fisketrycket, där de större hanarna påverkas mest.
I Sydatlanten omfattar lektiden december till maj, med en topp i slutet av mars till början av april, medan den vid South Carolina omfattar januari till april. Leken sker på djupt vatten (omkring 70 m), dit fiskarna ofta vandrar. Efter leken brukar honorna vandra in på grunt vatten, medan hanarna vandrar ut på djupare. Under själva leken kan en hona lägga mellan 650 000 och 1,5 miljoner ägg. Äggen, som är mellan 0,7 och 1,2 mm i diameter, kläcks efter ungefär 2 dygn vid 21ºC. Efter 40 till 50 dagar förlorar larverna sitt typiska larvutseende och blir mer lika de vuxna fiskarna.

## Betydelse för människan
Arten är föremål för ett kommersiellt fiske av mycket stor ekonomisk betydelse. Störst andel av fångsten, mätt i antal exemplar, står emellertid sportfisket för. Dock är detta inriktat på mindre exemplar än det kommersiella.

## Status
IUCN klassificerar gag som livskraftig ("LC") på grund av dess stora utbredningsområde och vanliga förekomst. Populationen minskar emellertid, och IUCN anger överfiske som ett potentiellt hot. 1996 var den klassificerad som sårbar ("VU").

## Utbredning
Utbredningsområdet omfattar västra Atlanten, från North Carolina i USA (ungfiskar redan från Massachusetts) (med några få fynd kring Bermuda och Kuba) till Yucatánhalvön i Mexiko och södra Brasilien. Arten saknas utanför nordöstra Brasiliens kust.